# Аль-Фаїз
Абу'л-Касім Іса аль-Фаїз бі-Насраллах (*1149 —1160) — фатімідський халіф у 1154—1160 роках.

## Життєпис
Походив з династії Фатімідів. Син халіфа аз-Зафіра. Після смерті останнього у 1154 році успадкував трон. Оскільки аль-Фаїзу було на той час лише 5 років, фактично владу перебрав візир Абу-л-Фадл Аббас. Втім незабаром останнього було повалено вірменським мамелюком Талі ібн Руззіком, валі аль-Ушмунайна (Верхнього Єгипту). Останній продовжив політику стосовно союзу з правителями Мосула, підтвердивши мирну угоду із атабеком Нур-ад-Діном Зенгі, спрямовану проти Єрусалимського королівства.
Разом з тим фатімідські війська не намагалися повернути свої володіння у Палестині. Номінальне володарювання аль-Фаїзу було нетривале. Він помер у 1160 році (причини цього невідомі). Владу успадкував його брат аль-Адід.